# HMS Hero (1803)
HMS Hero (1788) — 74-пушечный линейный корабль третьего 
ранга. Второй корабль Королевского флота, названный HMS Hero. Третий  
линейный корабль типа Fame. Заложен в августе 1800 года. Спущен на воду 18 августа 1803 года на верфи Блэкуолл .

## Служба
В июле 1805 года входил в состав эскадры вице-адмирала Роберта Кальдера, блокирующей Ферроль. 15 июля отплыл к району мыса 
Финистерре для перехвата франко-испанского флота, возвращающегося и Вест-Индии 
Hero под командованием капитана Алана Хайда Гарднера принял участие в сражении у мыса Финистерре 22 июля 1805 года против франко-испанского флота. Противники увидели друг друга около 11:00 22 июля. Сражение началось около 17:15, когда Hero, находящийся в авангарде британской эскадры, первым открыл огонь по противнику. Из-за густого тумана строй вскоре был сломан и дальше битва происходила в условиях ближнего боя. Основное действие развернулось между британскими кораблями Windsor Castle, Ajax, Prince of Wales, Thunderer и Malta (которому пришлось особенно тяжело) с одной стороны, и San Rafael, Firme и Espana с другой. Сражение закончилось с неопределенным результатом, британцам удалось захватить два испанских линейных корабля San Rafael и Firme. У Hero была серьезно повреждена фок-мачта и он получил несколько пробоин в районе ватерлинии. Потери на борту составили один убит и четверо ранены .
3-4 ноября 1805 года принял участие в сражении у мыса Ортегаль между британской эскадрой коммодора Ричарда Страхана и французской эскадрой контр-адмирала Пьера Дюмануара. Французская эскадра состоявшая из 4-х линейных кораблей: Formidable, Scipion, Duguay-Trouin и Mont Blanc представляла собой остатки эскадры адмирала Вильнева, сумевшие во время Трафальгарской битвы избежать уничтожения и ускользнуть на просторы океана. Однако их самостоятельное крейсерство оказалось недолгим. Французская эскадра была перехвачена примерно равной по силе британской эскадрой в составе 4-х линейных кораблей: Caesar, Hero, Courageux, Namur и четырёх фрегатов. После многочасовой погони британцы смогли догнать французскую эскадру и вступили в бой. В результате ожесточенного сражения все четыре французских линейных корабля были вынуждены сдаться. Hero потерял 10 человек убитыми и 51 ранеными, лишился фор-марса-рея и получил значительные повреждения корпуса и такелажа 
В 1808 году Hero под командованием капитана Джеймса Ньюмана Ньюмана находился в Северном море.
25 февраля 1809 года Hero, Theseus, Revenge, Triumph и Valiant присоединились к эскадре контр-адмирала Роберта Стопфорда возле маяка Чассерон, где он блокировал французский флот на Баскском рейде. Hero не принимал активного участия в нападении, которое началось 11 апреля .
25 декабря 1811 года Hero, под командованием капитана Джеймса Ньюмена-Ньюмана, потерпел крушение на песчаной косе у острова 
Тексел во время сильного шторма. Буря была настолько сильной, что не было никакой возможности организовать спасательную операцию, так что из всего экипажа корабля удалось спастись только двенадцати матросам .